# Rhynchospora crinipes
Rhynchospora crinipes är en halvgräsart som beskrevs av Shirley Gale. Rhynchospora crinipes ingår i släktet småag, och familjen halvgräs. Inga underarter finns listade i Catalogue of Life.